# Hexatoma malevolens
Hexatoma malevolens är en tvåvingeart som beskrevs av Alexander 1937. Hexatoma malevolens ingår i släktet Hexatoma och familjen småharkrankar. Inga underarter finns listade i Catalogue of Life.